# Otus angelinae
Otus angelinae е вид птица от семейство Совови (Strigidae). Видът е световно застрашен, със статут Уязвим.

## Разпространение
Видът е разпространен в Индонезия.